# Сведберг, Виллиот
Виллиот Тео Сведберг (швед. Williot Theo Swedberg; род. 1 февраля 2004, Стокгольм) — шведский футболист, полузащитник испанского клуба «Сельта».

## Клубная карьера
Является воспитанником «Хаммарбю», за который выступает с семи лет. Прошёл путь от детских и юношеских команд до основной. В 2020 году выступал фарм-клуб стокгольмцев «Фрей». В его составе сыграл первую игру 8 августа в домашней встрече с «Эребру Сюрианска», выйдя в стартовом составе. За время проведенное в клубе принял участие в 16 матчах. По окончании сезона на базе взрослой команды была сформирована команда «Хаммарбю Таланг», продолжившая выступление в первом шведском дивизионе. Сведберг также продолжил выступать за клуб. 11 июля 2021 года впервые попал в заявку на матч основной команды «Хаммарбю». На 79-й минуте встречи с «Дегерфорсом» Сведберг дебютировал в чемпионате Швеции, выйдя на поле вместо Дэвида Аккама, а уже через две минуты забил первый гол. В октябре 2021 попал в список 60 лучших молодых футболистов в мире, родившихся в 2004 году, ежегодно составляемый британским изданием The Guardian. Весной 2022 года вместе с клубом дошёл до финала кубка Швеции. В решающем матче с «Мальмё» Сведберг вышел в стартовом составе и был заменён на 83-й минуте. Основное и дополнительное время завершилось нулевой ничьей, а в серии пенальти сильнее был соперник.
17 июня 2022 года перешёл в испанскую «Сельту» и заключил с клубом контракт на пять лет. Дебютировал за клуб в Ла Лиге 5 ноября, заменив Йёргена Странна Ларсена на 57-й минуте домашнего матча с «Осасуной».

## Карьера в сборной
Выступал за юношескую сборную Швеции. Дебютировал в её составе 17 сентября 2019 года в товарищеском матче с норвежцами. Виллиот вышел на поле в стартовом составе и в компенсированное ко второму тайму время установил окончательный счёт в матче — 3:1 в пользу шведов.

## Личная жизнь
Его родители в прошлом также футболисты. Отец — Ханс Эскильссон, выступал за шведские, португальские и шотландские клубы. Провёл за национальную сборную Швеции восемь матчей, в которых забил два гола. Мать — Малин Сведберг, провела за женскую сборную 78 матчей и забила 10 мячей. В 1996 году была признана лучшей футболисткой Швеции. Участница чемпионата мира 1991 года, где завоевала бронзовую медаль, и Олимпийских игр в Атланте и Сиднее.

## Достижения
Хаммарбю:
- Финалист кубка Швеции: 2021/22

## Клубная статистика
| Выступление       | Выступление      | Выступление      | Лига | Лига | Кубки | Кубки | Конт. кубки | Конт. кубки | Итого | Итого |
| Клуб              | Лига             | Сезон            | Игры | Голы | Игры  | Голы  | Игры        | Голы        | Игры  | Голы  |
| ----------------- | ---------------- | ---------------- | ---- | ---- | ----- | ----- | ----------- | ----------- | ----- | ----- |
| Хаммарбю          | Аллсвенскан      | 2021             | 19   | 2    | 1     | 0     | 5           | 1           | 25    | 3     |
| Хаммарбю          | Аллсвенскан      | 2022             | 10   | 5    | 6     | 0     | 0           | 0           | 16    | 5     |
| Хаммарбю          | Итого            | Итого            | 29   | 7    | 7     | 0     | 5           | 1           | 41    | 8     |
| → Фрей            | Дивизион 1       | 2020             | 16   | 0    | 0     | 0     | 0           | 0           | 16    | 0     |
| → Фрей            | Итого            | Итого            | 16   | 0    | 0     | 0     | 0           | 0           | 16    | 0     |
| → Хаммарбю Таланг | Дивизион 1       | 2021             | 11   | 1    | 0     | 0     | 0           | 0           | 11    | 1     |
| → Хаммарбю Таланг | Итого            | Итого            | 11   | 1    | 0     | 0     | 0           | 0           | 11    | 1     |
| Сельта            | Ла Лига          | 2022/23          | 4    | 0    | 3     | 0     | 0           | 0           | 7     | 0     |
| Сельта            | Ла Лига          | 2023/24          | 15   | 5    | 5     | 0     | 0           | 0           | 20    | 5     |
| Сельта            | Ла Лига          | 2024/25          | 9    | 1    | 0     | 0     | 0           | 0           | 9     | 1     |
| Сельта            | Итого            | Итого            | 28   | 6    | 8     | 0     | 0           | 0           | 36    | 6     |
| Всего за карьеру  | Всего за карьеру | Всего за карьеру | 84   | 14   | 15    | 0     | 5           | 1           | 104   | 15    |